# Байков, Александр Львович
Байков Александр Львович (1874—1943) — русский юрист и правовед, ординарный профессор Московского университета.

## Биография
Происходил из дворян. Окончил Императорское Училище правоведения (1895). Поступил на службу в Министерство юстиции (1.5.1895). Переведён на службу в Министерство иностранных дел (1896). Одновременно с государственной службой Байков проходил подготовку к профессорскому званию в Санкт-Петербургском университете по кафедре международного права. Сдал магистерский экзамен (1901) и приступил к чтению лекций по международному праву на юридическом факультете Санкт-Петербургского университета в качестве приват-доцента.
В январе 1902 года назначен сверхштатным чиновником во 2-й департамент Министерства иностранных дел; с июня он — переводчик VII класса.
В 1905 году защитил в Санкт-Петербургском университете магистерскую диссертацию «Современная международная правоспособность папства в связи с учением о международной правоспособности вообще: историко — догматическое исследование» и в мае утверждён магистром международного права.
С сентября 1908 года — экстраординарный профессор Демидовского юридического лицея по кафедре энциклопедии права.
С мая 1910 года — приват-доцент Московского университета по кафедре международного права; с июня 1911 года — экстраординарный профессор. В 1913 году защитил докторскую диссертацию на тему «Междувластные и властные отношения в теории права: Опыт теоретико — познавательного построения» и с января 1914 года стал ординарным профессором Московского университета. Одновременно, с апреля 1914 года, был экстраординарным профессором Катковского лицея.
С ноября 1918 года — ординарный профессор Крымского (Таврического) университета.
С октября 1921 года — заведующий архивом Красной армии и флота. Арестован в Москве 17 августа 1922 года. Выслан за границу по постановлению коллегии ГПУ от 23 августа 1922 года на «философском пароходе ”Обербюргермейстер Гакен”».
Проживал в Берлине, Праге. Последние годы жизни находился в Париже. Сотрудничал в журнале «Новая русская книга».

## Научная деятельность
Сферу научных интересов А. Л. Байкова составляли проблемы теории и философии права, а также международного права.
Кроме магистерской и докторской диссертаций опубликовал работу «Правовое значение оговорки rebus sic stantibus в международных отношениях».
Помимо вклада, внесённого в развитие науки международного права, в работах Байкова содержится оригинальное обоснование психологической теории права. Авторский подход к пониманию права существенно отличается от психологической теории разработанной Л. И. Петражицким.
Отдавая должное теории Л. И. Петражицкого, А. Л. Байков отмечал, что его труд не является продолжением и развитием данной теории, а представляет собой «попытку нового построения понятия права и форм его выражения». Оригинальность и ценность авторской позиции состоит, во первых, в том, что её философской основой выступает последовательный субъективный идеализм, для которого действительность имманентна сознанию и не существует помимо многообразных отношений, зависимостей, переживаний субъекта.
Во вторых, автор первостепенное внимание уделяет теоретико-познавательным аспектам права в целях выяснения тех познавательных процессов, в итоге которых дифференцируются понятия «действительности», «истинности», этической «правомерности». Одновременно правовые, жизненные отношения рассматриваются им как выражение отношений «зависимости», или «обусловленности», и подчинения определённым познавательным формам.
В монографии А. Л. Байков весьма обстоятельно рассматривает и обосновывает закон условных отношений посредством раскрытия основных категорий сознания (действий, видов действий, трансформации функций, интеграции и дифференциации элементов, условно зависимых элементов) и описания соответствующих психологических процессов: стремлений, бессознательных процессов, ощущений, воли, чувств, сознания и познания, суждений. Раскрывая природу междувластных и властно-правовых условно зависимых отношений, автор исследует природу этических оценок и механизма юридических отношений, опосредствующих отношения зависимости и свободы.
В монографии Байкова исследованы такие вопросы, как понятие и виды властных и междувластных содеяний, властная и междувластная социально-правовая дифференциация, нейтрализация и интеграция, проблемы равенства в международных союзах государств, пространство действия международного права и основания его обязательности, трансформация междувластных и властных правоотношений. Завершает монографию характеристика субъектов междувластных и властных правоотношений.
Суть своей позиции А. Л. Байков излагает следующим образом. Существуют два вида суждений — теоретические и практические. "В итоге теоретических суждений возникает понятие истинности, или «порядка», переживаемой действительности, поскольку последняя интегрируется в систему условно зависимых отношений; в сознании нашем отмечается некоторый «логический диспозитарный комплекс», служащий основой для дальнейших процессов интеграции и дифференциации нарастающих переживаний; данный комплекс становится базой для суждений «теоретической» оценки.
Понятия истинности или ложности — ближайший эффект переживания соответствия (интеграции) или несоответствия (дифференциации) отдельных содержаний сознания под углом зрения их отношения к «логическому диспозитарному комплексу». Понятие «истинности» неадекватно понятию правомерности. Не всё истинное становится правомерным.
Суждения теоретической оценки дополняются суждениями практической оценки, психологическим признанием, одобрением или, наоборот, непризнанием, неодобрением определённого порядка действительности, хотя бы таковой и удовлетворял требованиям «истинности». В итоге практической оценки, психологического приспособления субъекта к объекту возникают представления о бытии не только истинном, но и правомерном, не только необходимом но и должном.
Совокупность таких упорядоченных и приспособленных содержаний сознания представляет собою «этический диспозитарный комплекс» или основание этической (практической) оценки. Различие данных комплексов — логического и этического- не исключает внутренней связи обоих. Родовое понятие этической оценки мы расчленяем на две группы нормативных переживаний — нравственных и правовых (юридических) в тесном смысле слова- и определяем взаимоотношения между ними.